# 1637.
◄ | 16. stoljeće | 17. stoljeće | 18. stoljeće | ►
◄ | 1600-ih | 1610-ih | 1620-ih | 1630-ih | 1640-ih | 1650-ih | 1660-ih | ►
◄◄ | ◄ | 1634. | 1635. | 1636. | 1637. | 1638. | 1639. | 1640. | ► | ►►
Arhitektura • Astronomija • Glazba • Kazalište • Kiparstvo • Knjige • Književnost • Kršćanstvo • Medicina • Politika • Pravo • Promet • Slikarstvo • Znanost

## Događaji
- Otvoren Budislavićev pravovjerni zavod zavod za odgoj klerika, đaka Trebinjsko-mrkanske biskupije.

## Rođenja
- 27. prosinca – Petar Kanavelić, hrvatski pjesnik, epski i dramski pisac († 1719.)

## Smrti
- 6. kolovoza – Ben Jonson, engleski dramatičar (* 1572.)
- 29. rujna – Lorenzo Ruiz, filipinski svetac (* oko 1600.)

## Vanjske poveznice
|  | Zajednički poslužitelj ima još gradiva o temi 1637. |